# Tadeusz Banachiewicz
Pour les articles homonymes, voir Banachiewicz.
Tadeusz Banachiewicz, né le 13 février 1882 à Varsovie et mort le 17 novembre 1954 à Cracovie, est un astronome, mathématicien et géodésiste polonais.

## Biographie
Tadeusz Banachiewicz étudie à l'université de Varsovie. Lorsque les autorités russes ferment l'université en 1905, il termine ses études à l'université de Göttingen. En 1906, il travaille à l'observatoire de Poulkovo, puis de 1910 à 1915 à l'observatoire Engelhardt (en russe, Энгельгардт, Engel'gardt) à l'université de Kazan.
Après l'indépendance de la Pologne en 1919, Tadeusz Banachiewicz s'installe à Cracovie et devient professeur à l'université Jagellonne où il prend la direction de |l'observatoire de Cracovie (pl). En 1925, il formule la théorie des « Cracoviens (en) » (incluant une matrice algébrique), ce qui lui vaut une reconnaissance internationale. Cette théorie a permis la résolution d'un certain nombre de problèmes en astronomie, géodésie, mécanique et mathématiques.
Il devient membre de l'Académie polonaise des arts et sciences (PAU) en 1922. Il fonde le journal Acta Astronomica en 1925. De 1932 à 1938, il est vice-président de l'Union astronomique internationale. Il est également le premier président de la PAU et le vice-président du Comité géodésique des États baltes. Arrêté en 1939 lors de la Sonderaktion Krakau, il est déporté au camp de concentration nazi de Sachsenhausen et emprisonné trois mois. En 1952, il devient membre de l'Académie polonaise des sciences (PAN). 

## Distinctions
- Docteur honoris causa de l'université de Varsovie
- Docteur honoris causa de l'université Adam-Mickiewicz de Poznań
- Docteur honoris causa de l'université Saint-Clément d'Ohrid de Sofia

## Hommages
- Cratère Banachiewicz
- Astéroïde (1286) Banachiewicza